# Monstera dubia
Monstera dubia is een plant uit de aronskelkfamilie (Araceae). Het is een klimplant, die van nature voorkomt in de tropische regenwouden van Midden- en Zuid-Amerika. Het is geen zonaanbidder en klimt van nature tegen bomen, die veel zonlicht tegenhouden, naar boven. Net als de gatenplant (Monstera deliciosa) maakt ook Monstera dubia luchtwortels aan.
Kenmerkend voor deze plant is de extreme gedaantewisseling van jeugdblad tot volwassen blad, waardoor sprake is van bladdimorfie. De jonge bladeren zijn heel met zilveren ornamenten langs de aderen, ouder zijn ze groen en worden ze geperforeerd. De lichte delen uit het jeugdblad maken plaats voor de ruime gaten in het volwassen blad.
Van alle monstera's is het de grootste soort. Volwassen exemplaren hebben bladeren vanaf 30 centimeter en kunnen groeien tot ongeveer 130 centimeter.
Monstera dubia is een zeldzame soort en wordt hierdoor zelden als kamerplant gehouden. In huis groeit het graag tegen een stok bekleed met Sphagnum of boomschors aan.

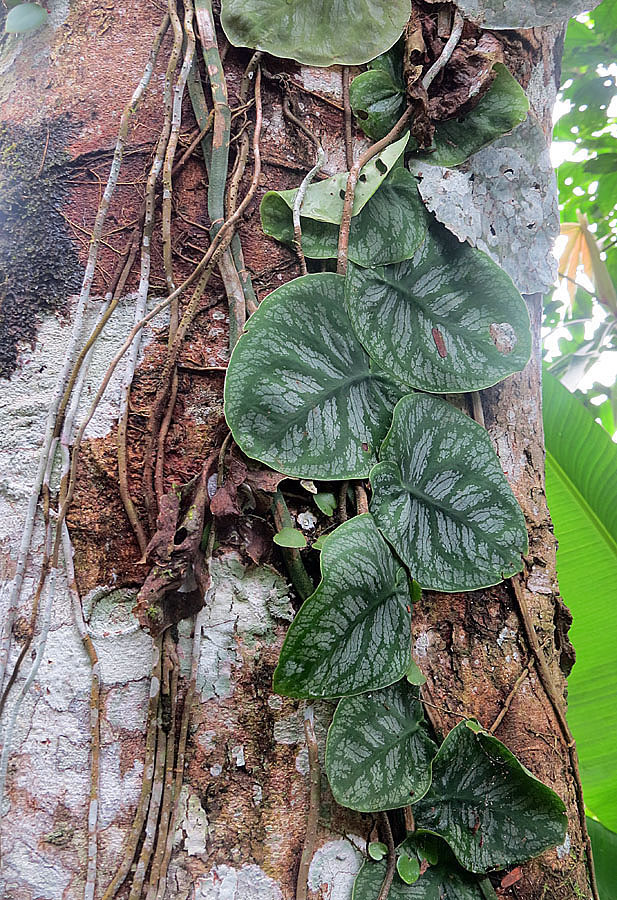
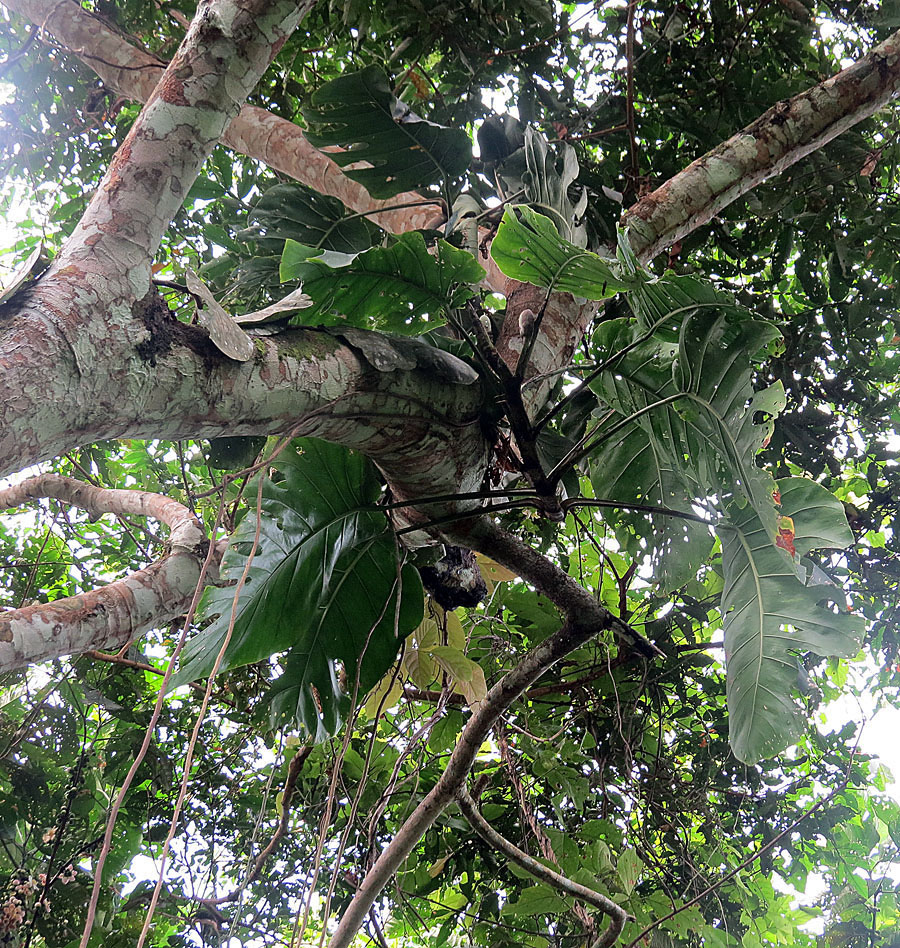
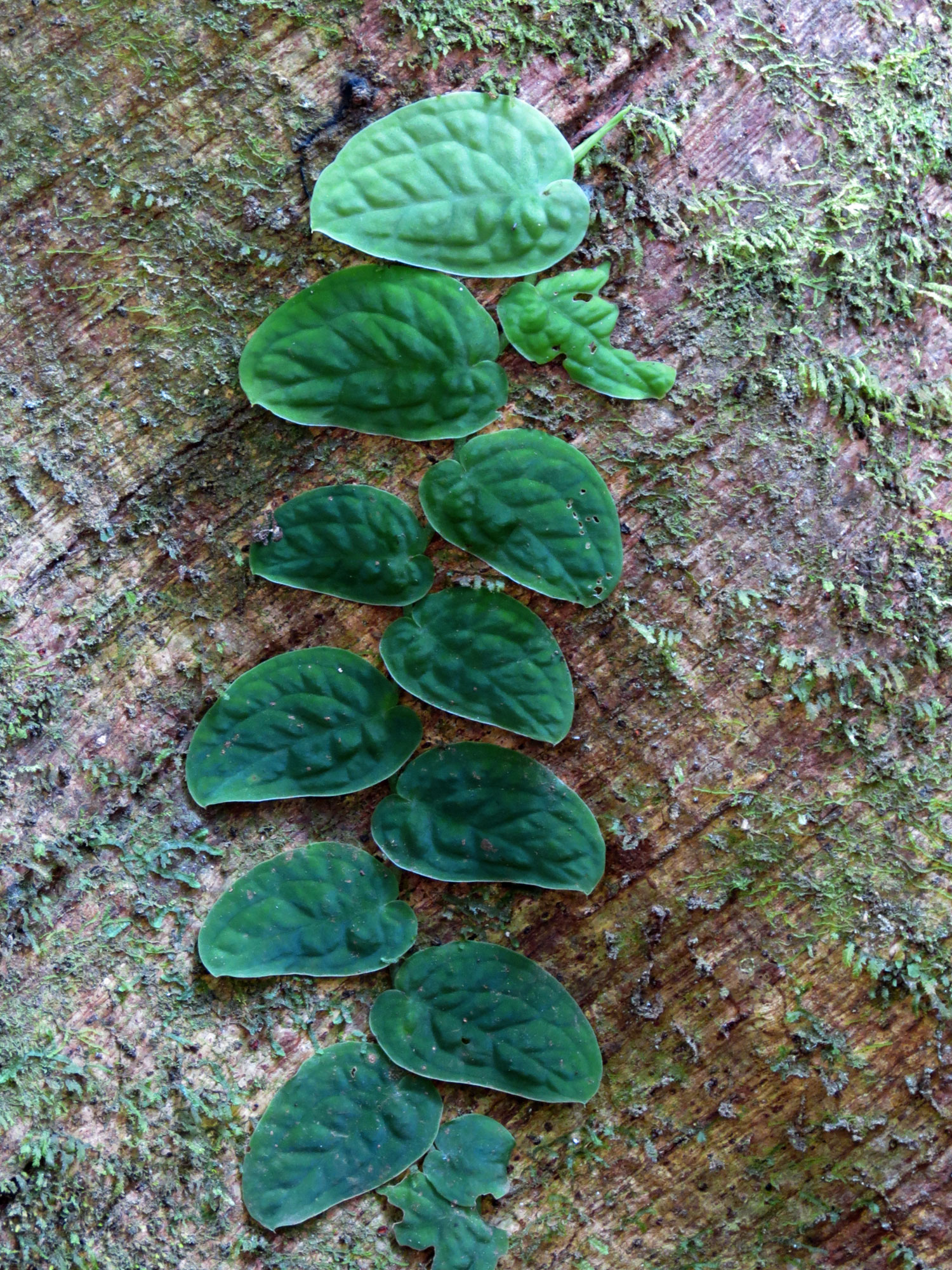